# Teramnus repens
Teramnus repens là một loài thực vật có hoa trong họ Đậu. Loài này được (Taub.) Baker f. miêu tả khoa học đầu tiên.